# Sojuz TM-22
Sojuz TM-22 (ryska: Союз ТM-22) var en flygning i det ryska rymdprogrammet. Flygningen gick till rymdstationen Mir. Farkosten sköts upp med en Sojuz-U2-raket, från Kosmodromen i Bajkonur den 3 september 1995. Den dockade med rymdstationen den 5 september 1995. Farkosten lämnade rymdstationen den 29 februari 1996. Några timmar senare återinträdde den i jordens atmosfär och landade i Kazakstan.